# Peppino De Martino
Peppino De Martino, pseudonimo di Giuseppe De Martino (Napoli, 12 giugno 1908 – Roma, 20 aprile 1965), è stato un attore italiano.

## Biografia
Figlio d'arte (il padre era un apprezzato attore che lavorò fino a tarda età), Peppino fu un caratterista fra i più attivi nel folto panorama degli anni cinquanta e sessanta, e si distinse come abile comprimario, spalla ideale di comici come Totò e Alberto Sordi in decine di pellicole. Il nonno fu il famoso "Pulcinella" Giuseppe De Martino. 
Esordì sul grande schermo ne I grandi magazzini (1939) di Mario Camerini, sostenendo una piccola parte, quella di un commesso. Di rilievo le sue apparizioni in Totò a Parigi (1958) di Camillo Mastrocinque, nel ruolo del maître del night-club, oppure quella nei panni del notaio Cocozza in Totò diabolicus (1962) di Steno. Fu molto attivo anche in teatro, calcando i palcoscenici sin dai primi anni venti. Cambiò diverse compagnie, lavorando anche con i fratelli De Filippo. 
Dopo qualche sporadica apparizione in televisione, morì a Roma, al Policlinico "Umberto I", nel 1965, all'età di 56 anni.

## Filmografia
- I grandi magazzini, regia di Mario Camerini (1939)

- I pompieri di Viggiù, regia di Mario Mattoli (1949)
- Napoli milionaria, regia di Eduardo De Filippo (1950)
- Accidenti alle tasse!!, regia di Mario Mattoli (1951)
- Maracatumba ma non è una rumba, regia di Edmondo Lozzi (1951)
- Era lui, si, si!, regia di Girolami, Metz e Marchesi (1951)
- L'eroe sono io, regia di Carlo Ludovico Bragaglia (1952)
- Don Camillo, regia di Julien Duvivier (1952)
- Camicie rosse (Anita Garibaldi), regia di Goffredo Alessandrini (1952)
- Attanasio cavallo vanesio, regia di Camillo Mastrocinque (1953)
- Un Turco napoletano, regia di Mario Mattoli (1953)
- Alvaro piuttosto corsaro, regia di Camillo Mastrocinque (1954)
- Rascel-Fifì, regia di Guido Leoni (1957)
- A sud niente di nuovo, regia di Giorgio Simonelli (1957)
- Saranno uomini, regia di Silvio Siano (1957)
- Totò, Peppino e le fanatiche, regia di Mario Mattoli (1958)
- Totò a Parigi, regia di Camillo Mastrocinque (1958)
- Caporale di giornata, regia di Carlo Ludovico Bragaglia (1958)
- Il bacio del sole (Don Vesuvio), regia di Siro Marcellini (1958)
- Cerasella, regia di Raffaello Matarazzo (1959)
- La cambiale, regia di Camillo Mastrocinque (1959)
- La duchessa di Santa Lucia, regia di Roberto Bianchi Montero (1959)
- Un maledetto imbroglio, regia di Pietro Germi (1959)
- Ferdinando Iº re di Napoli, regia di Gianni Franciolini (1959)
- Destinazione Sanremo, regia di Domenico Paolella (1959)
- Risate di gioia, regia di Mario Monicelli (1960)
- I piaceri dello scapolo, regia di Giulio Petroni (1960)
- Noi duri, regia di Camillo Mastrocinque (1960)
- Il corazziere, regia di Camillo Mastrocinque (1960)
- Chi si ferma è perduto, regia di Sergio Corbucci (1960)
- Totòtruffa '62, regia di Camillo Mastrocinque (1961)
- Il federale, regia di Luciano Salce (1961)
- Totò, Peppino e... la dolce vita, regia di Sergio Corbucci (1961)
- L'oro di Roma, regia di Carlo Lizzani (1961)
- Totò diabolicus, regia di Steno (1962)
- Luce nella piazza, regia di Guy Green (1962)
- Lo smemorato di Collegno, regia di Sergio Corbucci (1962)
- I motorizzati, regia di Camillo Mastrocinque (1962)
- Colpo gobbo all'italiana, regia di Lucio Fulci (1962)
- Che fine ha fatto Totò Baby?, regia di Ottavio Alessi (1964)

## Prosa televisiva Rai
- Miseria e nobiltà, Teatro Odeon di Milano, trasmessa il 30 dicembre 1955.
- Quei figuri di tanti anni fa, trasmessa il 16 giugno 1956.
- I morti non fanno paura, trasmessa il 16 giugno 1956.
- La chiave di casa, trasmessa il 5 agosto 1956.
- Jack l'infallibile, regia di Raffaele Meloni, trasmessa il 30 agosto 1963.

## Teatro
- C'era una volta il mondo, testo e regia di Michele Galdieri, con Totò, Elena Giusti, Isa Barzizza, Mario Castellani, Peppino De Martino, prima al Teatro Valle di Roma, 21 dicembre 1947.

## Doppiaggio
- Rafael Luis Calvo ne I ladri